# Code Geass: Lelouch of the Rebellion
Code Geass: Lelouch of the Rebellion (コードギアス 反逆のルルーシュ, Kōdo Giasu: Hangyaku no Rurūshu) é um anime da franquia Code Geass, de 2006, com 25 episódios, criado pela Sunrise. Dirigida por Gorō Taniguchi e escrita por Ichirō Ōkouchi, ambos tendo anteriormente trabalhado em outra série da Sunrise, chamado Planetes. Code Geass - Lelouch of the Rebellion apresenta character design original da CLAMP.
A primeira temporada da série foi apresentada no Japão pela MBS em 6 de outubro de 2006 e foi concluída em 28 de Julho de 2007, após 25 episódios. A segunda temporada e sequência da série, Code Geass: Lelouch of the Rebellion R2 começou a ser apresentada nas redes MBS e TBS em 6 de abril de 2008.
As duas temporadas de Code Geass foram licenciadas para exibição nos Estados Unidos e no Canadá pela Bandai Entertainment, e a primeira temporada começou a ser exibida no bloco de programação Adult Swim, do Cartoon Network, nos Estados Unidos em 27 de Abril de 2008. Na Austrália e na Nova Zelândia as séries foram licenciadas pela Madman Entertainment.
No Brasil, a animação está disponível com legendas e áudio original pela Netflix.

## Sinopse
Em 10 de Agosto de 2010, o Sagrado Império da Britannia superou as forças japonesas e conquistaram o país com seus armamentos robóticos, os Knightmare Frames, em menos de um mês. O Japão perdeu sua liberdade e direitos e passou a ser chamado de Área 11. Os cidadãos japoneses, chamados agora de "Onze", foram forçados a viver em comunidades, enquanto Britannians vivem em locais de primeira-classe. Os rebeldes japoneses persistiram, para mais tarde, formarem organizações japonesas para lutar contra o império e consequentemente, a independência do Japão.
Enquanto isso, houve um atentado contra a mulher e a filha do Imperador da Britannia, porém, depois de saber sobre isso, o Imperador nada fez para perseguir os terroristas. Seu filho, Lelouch Vi Britannia, é deserdado e usado como moeda de troca pelo seu pai, sendo vendido para o Japão, juntamente com sua irmã, Nunnally, então paralítica e cega. Passaram a morar na propriedade do Primeiro-Ministro, numa casa velha. Acaba conhecendo o filho do Primeiro-Ministro, Suzaku Kururugi, e a partir daí, forma-se um forte laço de amizade. 2 meses depois, Britannia invade o Japão, e o pai de Suzaku supostamente comete suicídio, e os dois acabam se separando. Lelouch e Nunnaly foram adotados pela família Ashford, onde passaram a morar na sua escola, a Academia Ashford, com o nome de Lelouch Lamperouge e Nunnally Lamperouge. A identidade de ambos foram mantidas em segredo, apenas os Ashford tiveram conhecimento. Sete anos mais tarde, ele encontra uma misteriosa garota que lhe dá um poder: Geass, o "poder do rei", que permite ao usuário dar uma ordem inquestionável. Com isso, ele finalmente tem o poder de que precisava para derrotar Britannia e cumprir seus dois objetivos: vingar a morte de sua mãe e construir um mundo onde sua adorável irmã possa viver feliz.

## Personagens
| Nome                                                                            | Nome |
| Imagem                                                                          | Sinopse |
| Lelouch Lamperouge (ルルーシュ・ランペルージ, Rurūshu Ranperūji)                | Lelouch Lamperouge (ルルーシュ・ランペルージ, Rurūshu Ranperūji) |
| ------------------------------------------------------------------------------- | --- |
|                                                                                 | O personagem principal e protagonista do anime. Aparentemente um simples estudante de 17 anos na Academia Ashford, Lelouch Lamperouge, apelidado de Lulu (ルル, Ruru) por seus amigos, é de fato o filho do Imperador da Britannia e também da Imperatriz Marianne e um membro da Família Imperial Britannica, outra característica do personagem é sua inteligência acima da média, capaz de montar estratégias de batalha e até ganhar partidas de xadrez sem nenhuma dificuldade. Seu nome real é Lelouch Vi Britannia (ルルーシュ・ヴィ・ブリタニア, Rurūshu Vi Buritania) e ele foi o Décimo Principe e 17º na linhagem para suceder o trono, antes do incidente que matou sua mãe e deixou sua irmã inválida. Em um incidente, ele ganhou o poder "Geass" e iniciou sua busca da destruição da Britannia através do codinome, Zero. Ao mesmo tempo, Lelouch tenta fazer um lugar onde não há ódio ou conflitos para sua irmã Nunnally Lamperouge (ナナリー・ランペルージ, Nanarī Ranperūji). Durante a primera saga do anime, Lelouch começa a tentar ocultar sua identidade de todos, mas Kallen, membro de seu esquadrão começa a desconfiar dele até descobrir que ele é "Zero" no último episódio. No início da segunda saga do anime, Lelouch é capturado por Suzaku e é levado até o Imperador Charles que usa seu Geass nele, revelando assim que o imperador também possui um Geass, e que seu poder é o de Apagar as memórias. Com suas memórias apagadas, ele volta a ter uma vida normal como um estudante da Academia Ashford, sem se lembrar de qualquer coisa relacionada à Zero ou à sua irmã Nunnally, ao invés disso, pensando que um garoto chamado Rollo é seu irmão. |
| Suzaku Kururugi (枢木 スザク, Kururugi Suzaku)                                  | |
|                                                                                 | Amigo de infância de Lelouch e filho do último primeiro-ministro do Japão. Ele é um soldado do Serviço de Forças Armadas da Britannia, e foi escolhido para testar um novo modelo de Knightmare Frame, o Lancelot. Suzaku acha que os métodos utilizados por Zero são ruins e ilegais e não aprova estas decisões se tornando inimigo de Zero. Ápos a morte da sua "namorada" (Terceira Princesa da Família Imperial da Britannia e Vice-Governadora Geral, Euphemia Li Britannia), Suzaku foi atrás do Zero em busca de vingança. Ele captura o Zero e leva ao Imperador, e em troca ele se tornou um membro dos Knight of Rounds, e seu título no ranking é Knight of Seven. |
| C.C. (シー・ツー, Shī Tsū)                                                      | |
|                                                                                 | Uma misteriosa garota de cabelo verde que entregou o poder de Geass ao Lelouch sob a condição de ele realizar o maior desejo dela. As suas habilidades foram descobertas pela Britannia e ela foi presa para servir como experimento no passado. Ela passivamente supervisiona as missões de Lelouch para garantir que ele não morria e ajude em seus planos bem sucedidos. Ela recebeu o Geass de uma madre, quando ainda era criança. Passado alguns anos, a madre se matou, deixando C.C. imortal. O sonho de C.C. é morrer, mas para que Lelouch não tenha o mesmo destino que ela, C.C. pede ao Imperador Charles para que a mate-a, entretanto, Lelouch a detém prometendo-lhe que se ele o fizer ela morrerá com um sorriso no rosto. Após o ocorrido ela fecha seu próprio selo, ficando, temporariamente, sem memória pós-recebimento de seu Geass. |
| Nunnally Lamperouge (ナナリー・ランペルージ, Nanarī Ranperūji)                  | |
|                                                                                 | É a irmã mais nova do Lelouch. Quando sua mãe (a Imperatriz Marianne) foi assassinada, ela perdeu a visão e ficou incapacitada de andar. Ela também renunciou seu sobrenome e foi para o Japão com Leolouch, onde conheceu Suzaku. Ela é seqüestrada por V.V. e o Imperador a nomeia Governadora Geral para poder usá-la caso Lelouch recuperasse a memória e voltasse a ser o Zero. |
| Jeremiah Gottwald (ジェレミア・ゴットバルト, Jeremia Gottobaruto)               | |
|                                                                                 | Era parte da guarda real de Marianne vi Britannia's antes dela ser assassinada. Jeremiah se culpa pela morte da rainha, começa a serie como ums nobre, Margrave, porem é rebaixado a piloto após o incidente do Orange |
| Cornelia li Britannia (コーネリア リ ブリタニア, Kōneria ri Buritania)          | |
|                                                                                 | É a segunda Princesa da Família Imperial de Britannia e General-Chefe da Frota Imperial. Extremamente habilidosa no combate de Knightmare Frame, ela estabeleceu regras Britânicas no Oriente Médio da Área 18 pouco antes da sua nomeação como Vice-Rei da Área 11, após a morte de Clovis. |
| Nunnally Lamperouge (ナナリー・ランペルージ, Nanarī Ranperūji)                  | |
|                                                                                 | É irmã mais nova de Lelouch. Machucada quando sua mãe Marianne's foi brutalmente assassinada, ela anda em uma cadeira de rodas e ainda sentindo um trauma psicológico. Após o seu regresso à Família Imperial na segunda temporada, ela reassumiu seu nome de nascimento, Nunnally vi Britannia (ナナリー・ヴィ・ブリタニア, Nanarī vi Buritania), e pedindo em seu próprio nome declarar-se Vice-Rei da Área 11. E também é em seu nome que Lelouch prossegue a destruição da Britania e da criação de um mundo pacífico. |
| Kallen Stadtfeld (カレン・シュタットフェルト, Karen Shutattoferuto)             | |
|                                                                                 | Uma menina mestiça (meio japonesa, meio Britânica), que no fundo acredita ser uma japonesa no coração e prefere ser chamada por seu nome de nascimento, Karen Kõzuki. É a atual líder do esquadrão particular de Zero, da Ordem dos Cavaleiros Negros, e é uma das mais talentosas pilotos de Knightmare Frame. Vem de uma família prestigiosa da Britania e estuda na academia de Ashford, onde é um membro de seu conselho do estudante, mesmo que sua vida dupla atrapalhe bastante em sua vida escolar. |
| Charles zi Britannia (シャルル・ジ・ブリタニア, Sharuru ji Buritania)           | |
|                                                                                 | É pai de Lelouch e o 98º Imperador do Império Britânico. Um proponente e forte Darwinista, ele vê a igualdade como um mal que tem de ser dissipado, e incentiva conflitos as classes e expansionismo militar a fim de manter a evolução e o progresso social. Ele tem 108 diferentes conselheiros. Ele é mais um que utiliza seus filhos para alcançar seus objetivos, então manda Lelouch e Nunnally para o Japão para socialização durante os conflitos sobre a sakuradite. Ele colocou seus filhos em importantes posições no Império para testar suas habilidades. |
| Marianne vi Britannia (マリアンヌ・ヴィ・ブリタニア, Mariannu vi Buritania)     | |
|                                                                                 | É a quinta esposa do Imperador da Britania e a mãe de Lelouch e Nunnally. Seu nome novo, assumido por Lelouch, é Lamperouge. O apelido dela é "Marianne the Flash" por pilotar profissionalmente, tendo feito um teste para piloto do Ganymede Knightmare Frame com a ajuda da Ashford Foundation, tendo uma contribuição no desenvolvimento dos primeiros protótipos de Knightmare Frame. Ela foi assassinada no Palácio Imperial em pleno dia, provavelmente por terroristas, e os culpados nunca foram encontrados. A segurança do palácio é que convenceu Lelouch que o assassinato dela não foi um ato de terrorismo. |
| Schneizel el Britannia (シュナイゼル エル ブリタニア, Shunaizeru eru Buritania) | |
|                                                                                 | Schneizel é o segundo príncipe da família imperial de Britania e Primeiro-Ministro da Britania. É uma pessoa fria, inteligente, é como diz Nunnally, é o úníco que pode derrotar Lelouch no xadrez. Schineizel tem uma ambição ao trono de Imperador, mesmo seu pai, Charles sabendo. Ele também vai além, e está disposto a fazer qualquer sacríficio para obter seus objetivos. Parece que só Schneizel, é o úníco que sabe oquê ocorreu no dia do ataque terrorista, que matou Marianne, mãe de Lelouch. |
| Clovis la Britannia (クロヴィス・ラ・ブリタニア, Kurovisu ra Buritania)         | |
|                                                                                 | É o Terceiro Principe da Família Imperial de Britania e Vice-rei da Área 11. Ele é tímido e narcisista, como também não é acostumado a fracassar. Ele e Lelouch frequentemente jogam xadrez desde quando crianças; apesar de consistente perda, Clovis viu Lelouch como um rival, e suas memórias do tempo passado na casa de campo imperial conduziram a modelar o complexo do governo após ele. |

## Anime
Abertura 1ª Temporada:

- "COLORS" - Flow (Episódios de 1 a 12)
- "Kaidoku Funou" - Jinn (banda) (Episódios de 13 a 23)
- "Hitomi no Tsubasa" - Access (Episódios 24 e 25)

Abertura da 2ª Temporada:

- "O2" - Orange Range (Episódios de 1 a 12)
- "WORLD END" - Flow (Episódios de 13 a 25)[4]

Encerramento da 1ª Temporada:

- "Yuukyou Seishunka" - Ali Project (Episódios de 1 a 12)
- "Mosaic Kakera" - SunSet Swish (Episódios de 13 a 24)
- "Innocent days" - Hitomi (Episódio 25)

Encerramento da 2ª Temporada:

- "Shiawase Neiro" - Orange Range (Episódios de 1 a 12)
- "Waga Routashi Aku no Hana " - Ali Project (Episódios de 13 a 25)